# Coleophora struella
Coleophora struella là một loài bướm đêm thuộc họ Coleophoridae. Nó được tìm thấy ở Pháp and on bán đảo Iberia.
Ấu trùng ăn Lavandula and Thymus vulgaris. Full-grown cases are được tìm thấy ở tháng 4 and tháng 5.